# Conferentie van Meran
De Conferentie van Meran (Convegno Italo-Germanico di Merano) vond op 13 en 14 februari 1941 in Meran, koninkrijk Italië plaats. Het doel van deze conferentie was overeenstemming te krijgen over een gemeenschappelijke strategie voor de marines van Italië en nazi-Duitsland.

## Ontstaan
De conferentie was voor het eerste gepland in december 1940, maar gezien de Britse successen tegen de Italiaanse marine werd deze uitgesteld. De conferentie was georganiseerd in drie vergaderingen, waarvan de belangrijkste plaatsvond op de ochtend van 14 februari. Volgend op de conferentie stelde de Supermarina (Italiaans Hoge Marine Commando) diverse gedetailleerde memoranda samen, documentatie van de discussies. Admiraal Arturo Riccardi ondertekende zelf het memorandum over voortgang van de conferentie op 14 februari 1941.

## Doelstellingen
Riccardi en Großadmiral Erich Raeder waren het erover eens dat het Middellandse Zeegebied van doorslaggevend belang was, en dat het versterken van het leger in Libië hun voornaamste doel was. De volgende doelstellingen werden besproken;
- onderscheppen van de geallieerde scheepvaart in de Atlantische Oceaan;
- vernietiging van de Britse vloot gevestigd in Gibraltar en Egypte;
- de verovering van Malta;
- de aanvoerroute tussen Italië en Libië;
- operaties in de Egeïsche Zee;
- het potentiële bruikbaarheid van de Griekse eilanden als voorwaartse marine- en luchtmachtbasissen;
- de slechte Italiaanse brandstofsituatie;
- huidige strategische situatie in de Atlantische Oceaan;
- huidige strategische situatie in de Middellandse Zee.

Raeder zag Malta als een groot probleem en benadrukte dat door het leggen van mijnen, luchtaanvallen en de inzet van speciale eenheden Malta geblokkeerd kon worden. Wat de Duitsers niet met de Italianen deelden, was hun kennis van de Engelse radartechnologie op Malta, die zo al vroeg de aankomende strijdmacht kon opmerken, wat grote gevolgen voor de Italianen had.

## Delegaties
Regia Marina:
- Ammiraglio d'Armata Arturo Riccardi
- Ammiraglio di Squadra Raffaele de Courten
- Ammiraglio di Divisione Emilio Brenta
- Ammiraglio di Divisione Carlo Giartosio

Kriegsmarine:
- Großadmiral Erich Raeder
- Admiral Kurt Fricke
- Kapitän zur See Kurt Aschmann

## Gevolgen
De conferentie van Meran stond aan het einde van de parallelle oorlog (de oorlog die de Italiaanse regering oorspronkelijk wilde), en luidde het begin in van de Italiaanse onderwerping aan de Duitse wil. Italië, ooit zo trots, was snel een Duitse vazal aan het worden.